# Helina pardiabdominis
Helina pardiabdominis är en tvåvingeart som beskrevs av Xue och Li 2000. Helina pardiabdominis ingår i släktet Helina och familjen husflugor.
Artens utbredningsområde är Yunnan (Kina). Inga underarter finns listade i Catalogue of Life.